# Dezső Kosztolányi
Dezső Kosztolányi (Subotica, 29. ožujka 1885. – Budimpešta, 3. rujna 1936.) bio je mađarski prevoditelj, književnik i esperantist.
Rođen je i odrastao u Subotici. U Budimpešti upusije studij književnosti kako bi radio kao novinar. Napisao je impresionističku zbirku pjesama „Jadikovke uboga djeteta” (Szegény kisgyermek panaszai; 1910.). Smatra ga se utemeljiteljem mađarske moderne intelektualne proze.

## Poznata djela
- „Ševa” (Pacsirta; 1924.)
- „Zlatni zmaj” (Aranysárkány; 1925.)
- „Draga Ana” (Édes Anna; 1926.)